# Российский квантовый центр
Российский квантовый центр (Международный центр квантовой оптики и квантовых технологий, РКЦ, RQC, ООО «МЦКТ») — негосударственная исследовательская организация, ведущая фундаментальные и прикладные исследования в области квантовой физики, занимается созданием и коммерциализацией новых технологий и устройств, основанных на использовании квантовых эффектов. Специалисты центра разрабатывают сверхчувствительные сенсоры, оптические микрорезонаторы, элементы квантовых компьютеров — кубиты.
В 2022 году центр был включён в санкционные списки стран Евросоюза, США, Швейцарии, Украины и Японии на фоне вторжения России на Украину.

## История центра
Центр был создан по инициативе двух выпускников МФТИ — бизнесмена Сергея Белоусова, создателя компании Acronis, и физика, профессора Гарвардского университета Михаила Лукина. 14 декабря 2010 года РКЦ стал одним из 15 первых компаний-резидентов инновационного центра «Сколково», а 15 июля 2011 года Российский квантовый центр официально начал работу. Создатели центра рассчитывали привлечь к участию в проекте ведущих мировых и российских физиков, в том числе и за счет высокой зарплаты. В международный консультативный совет вошли ведущие физики со всего мира, в том числе нобелевские лауреаты.

## Области исследований
РКЦ занимается фундаментальными и прикладными исследованиями в следующих областях,:
- Квантовая оптика: управление взаимодействием света с веществом, нанофотоника и наноплазмоника.
- Квантовые материалы: исследование квантовой физики многих тел, от ультрахолодных атомов до искусственных метаматериалов, с целью создать состояния веществ с новыми свойствами. Применения квантовых материалов, в частности, для квантовой памяти или высокотемпературных сверхпроводников.
- Квантовая информатика: разработка основных принципов и аппаратных платформ для масштабируемых квантовых компьютеров (атомы, ионы, сверхпроводящие схемы, одиночные спины в твердотельных системах), а также для дальних систем квантовой связи, в том числе квантовых повторителей для криптографических систем глобального масштаба.
- Квантовые технологии: квантовые датчики, атомные часы сверхвысокой точности, системы связи и оптической обработки информации.

## Структура
РКЦ состоит из консультативного совета, исполнительного комитета, попечительского совета и исследовательских групп.
Исследовательские группы:
- Квантовая оптика[13][14]. Руководитель группы — Александр Львовский[вд] (профессор Оксфордского университета).
Произвольные квантовые состояния света и вещества по требованию, переплетённые состояния в макроскопическом масштабе, решение квантовой задачи о «чёрном ящике», квантовая томография.
- Квантовая оптомеханика[15]. Руководитель группы — Фарит Халили (профессор Московского государственного университета им. М. В. Ломоносова).
Разработка новых методов квантовых измерений для высокочувствительных оптомеханических устройств, включая лазерные детекторы гравитационных волн.
- Квантовая поляритоника[16]. Руководитель группы — Алексей Кавокин (профессор Саутгемптонского университета).
Работы в области реализации квантовых симуляторов на основе решеток экситон-поляритонных конденсатов и порожденной экситонами высокотемпературной сверхпроводимости.
- Квантовая спинтроника и низкоразмерные материалы[17]. Руководитель группы — Александр Чернов[вд] (доцент МФТИ).
Исследования в области спин-поляризованного транспорта в низкоразмерных материалах и гетероструктурах для квантовых технологий.
- Квантовые информационные технологии[18]. Руководитель группы — Алексей Фёдоров (профессор МФТИ).
Квантовые алгоритмы и программное обеспечение.
- Квантовые симуляторы и интегрированная фотоника[19]. Руководитель группы — Алексей Акимов[вд] (научный директор Российского квантового центра).
Охлаждение лазером и квантовые симуляции с атомами тулия, разработка интегрированных квантовых цепей в твердом теле, интегрированные волоконные системы квантовой логики с одиночным атомом.
- Когерентная микрооптика и радиофотоника[20][21][22]. Руководитель группы — Игорь Биленко[вд] (профессор Московского государственного университета им. М. В. Ломоносова).
Квантовые, нелинейные и оптомеханические эффекты в микрорезонаторах, перспективные устройства радиофотоники.
- Коррелированные квантовые системы[23]. Руководитель группы — Алексей Рубцов[вд] (профессор Московского государственного университета им. М. В. Ломоносова).
Изучение квантовых коррелированных систем, начиная от сверххолодных атомов до нейтронных звезд.
- Магнитоплазмоника и сверхбыстрый магнетизм[24]. Руководитель группы — Владимир Белотелов[вд] (доцент Московского государственного университета им. М. В. Ломоносова).
Экспериментальное и теоретическое изучение магнитоплазмоники, активной плазмоники, сверхбыстрого оптического управления спином и генерации магнонов.
- Передовая фотоника[25]. Руководитель группы — Алексей Желтиков (профессор Московского государственного университета им. М. В. Ломоносова, профессор Техасского университета A&M).
Фотоника для передовых квантовых технологий, инструменты фотоники, методы и интерфейсы, квантовые методы и инструменты для микроскопии биологических объектов.
- Прецизионные квантовые измерения[26]. Руководитель группы — Николай Колачевский (директор Физического института им. П. Н. Лебедева).
Квантовые сенсоры и оптические часы для разнообразных фундаментальных и прикладных исследований. Лазерное охлаждение и квантовые манипуляции с атомами и ионами.
- Сверхпроводниковые кубиты и квантовые схемы[27]. Руководитель группы — Алексей Устинов (профессор Технологического университета Карлсруэ).
Исследования сверхпроводниковых квантовых цепей направлены на масштабируемую архитектуру квантовых процессоров, конструирование квантовых симуляторов и создание квантовых метаматериалов.
- Теория многих тел[28]. Руководитель группы — Георгий Шляпников (директор по исследованиям Лаборатории теоретической физики и статистических моделей НЦНИ).
Исследования новых топологических квантовых состояний многих тел и обработка квантовой защищенной информации в данных состояниях.
- Уязвимости квантовых систем[29]. Руководитель группы — Вадим Макаров[вд] (профессор МИСИС).
Проверка практической безопасности квантовых систем связи, поиск и демонстрация новых лазеек, а также помощь в разработке и тестировании мер противодействия.

В декабре 2013 года открыты три лаборатории для исследований.

## Консультативный совет
Международный Консультативный Совет отвечает за координацию научной деятельности Центра. В его состав входят:
- Лукин, Михаил Дмитриевич — автор пионерских исследований[источник не указан 2842 дня] в области квантовых сетей и квантовых датчиков, профессор физики, лауреат премии имени Раби[34] и более 10 других наград и преми, профессор физики, Гарвардский университет.
- Демлер, Евгений Александрович — автор пионерских исследований[источник не указан 2842 дня] в области теории многих тел в ультрахолодных газах, лауреат премии Гутенберга[35], NSF Career Award[36], ряда других наград и премий, профессор физики, Гарвардский университет.
- Томмасо Каларко — профессор квантовой информатики, Университет Ульма.
- Вольфганг Кеттерле — автор пионерских исследований[источник не указан 2842 дня] и первой экспериментальной реализации конденсата Бозе-Эйнштейна, лауреат Нобелевской премии по физике 2001 года и Премии Фрица Лондона, обладатель Медали Бенджамина Франклина.
- Цоллер, Петер — автор пионерских исследований[источник не указан 2842 дня] в области теории и практической реализации квантовых компьютеров, обладатель Медали Дирака и Медали имени Макса Планка, лауреат премии Вольфа.
- Сирак, Хуан Игнасио — автор пионерских исследований[источник не указан 2842 дня] в области квантовой теории информации и квантовых вычислений, лауреат Премии Принца Астурийского, премии Вольфа, Медали Бенджамина Франклина, Премии Карла Цейсса.
- Джон Дойл — автор пионерских исследований[источник не указан 2842 дня] в области охлаждения атомов и молекул, лауреат Премии Гумбольдта[37].
- Артур Экерт — автор пионерских исследований[источник не указан 2842 дня] в области квантовых вычислений и коммуникаций, лауреат Премии Декарта и Премии Максвелла, обладатель Медали Хьюза.
- Райнер Блатт[англ.] — автор пионерских исследований в области квантовых вычислений с ионами, обладатель Медали Штерна-Герлаха, Приза Эрвина Шрёдингера, Приза кардинала Инницера, Премии Карла Цейсса
- Китаев, Алексей Юрьевич — автор пионерских исследований[источник не указан 2842 дня] в области топологических квантовых вычислений, лауреат Стипендии Мак-Артура и Премии по фундаментальной физике.
- Эммануэль Блох — автор пионерских исследований[источник не указан 2842 дня] в области квантового моделирования физики систем многих тел, лауреат Премии имени Лейбница, Премии Международной Оптической Комиссии.
- Ползик, Евгений Симонович[порт.] — автор пионерских исследований[источник не указан 2842 дня] в области экспериментальной квантовой оптики и квантовой коммуникации, лауреат премии им. Гордона Мура за выдающиеся научные достижения[38]
- Шалаев, Владимир Михайлович — автор пионерских исследований[источник не указан 2842 дня] в области метаматериалов, трансформационной оптики, нанооптики и плазмоники, лауреат премии имени Макса Борна, премии Лэмба[39], премии имени МакКоя[40]

## Финансирование исследований
В декабре 2010 получен грант в объёме 10—15 млн долларов от фонда Сколково. В декабре 2012 года получен грант на 1,33 млрд рублей от фонда Сколково. Грант был досрочно заморожен в 2015 году.
В 2015 году Газпромбанк инвестирует в компанию 230 млн рублей.

## Сотрудничество с другими организациями
Центр сотрудничает с рядом университетов и научных организаций:
- в 2011 году подписаны меморандумы о сотрудничестве в области науки, технологий и образования с МГУ им. Ломоносова[45], Санкт-Петербургским государственным университетом, Российским государственным технологическим университетом им. К. Э. Циолковского[46], Академическим университетом, Новосибирским государственным университетом, Физическим институтом имени П. Н. Лебедева (ФИАН)[47]. С Институтом физики полупроводников им. А. В. Ржанова (ИФП) СО РАН планируется совместная реализация двух проектов в области защиты информации и создания квантового компьютера[48],[49].
- в 2012 году подписан меморандум о сотрудничестве с Университетом Калгари[50].

РКЦ проводит исследования в совместных лабораториях с МИСиС, МГУ, МФТИ, ФИАН и центром Института физики твёрдого тела РАН в Черноголовке,,. Переезд в собственные лабораторные помещения произойдет в 2013 году.
Ученые РКЦ планируют участвовать в учебном процессе Сколковского технологического университета,.
- В ноябре 2020 года РКЦ одним из первых вступил в консорциум «Национальная квантовая лаборатория», созданный под эгидой Госкорпорации «Росатом», в который кроме РКЦ вошли ещё шесть структур: СП «Квант» (организация Госкорпорации Росатом), НИУ «ВШЭ», НИТУ «МИСиС», МФТИ (НИУ), Физический институт имени П.Н. Лебедева РАН и Фонд «Сколково»[58][59].

## Результаты исследований
- 2013: ученые из Российского квантового центра и Лаборатории сверхпроводящих метаматериалов МИСиС под руководством профессора Алексея Устинова впервые в России произвели измерение кубита[60],[61],[62],[63]. К июлю 2013 года опубликовано 43 статьи в ведущих журналах[64].
- 2015: Ученые Российского квантового центра, МФТИ, МИСиС и ИФТТ РАН создали первый в России сверхпроводящий кубит[65].
- 2017: Ученые Российского квантового центра создали первый в мире квантовый блокчейн[66].

## Конференция
Российский квантовый центр раз в два года проводит Международную конференцию по квантовым технологиям с участием ведущих учёных мира. В 2015 году прошла 3-я конференция, в 2017 году прошла 4-я конференция, а в 2019 — 5-я юбилейная конференция.